# Don't Make Me Come to Vegas
Don't Make Me Come to Vegas è un singolo della cantautrice statunitense Tori Amos, pubblicato nel 2003 ed estratto dall'album Scarlet's Walk.

## Tracce
1. Don't Make Me Come to Vegas (Timo on Tori) - 7:45
2. Don't Make Me Come to Vegas (Timo on Tori Alternate Version) - 6:45
3. Don't Make Me Come to Vegas (Timo on Tori Breaks Remix) - 8:57